# Islam en Mongolie

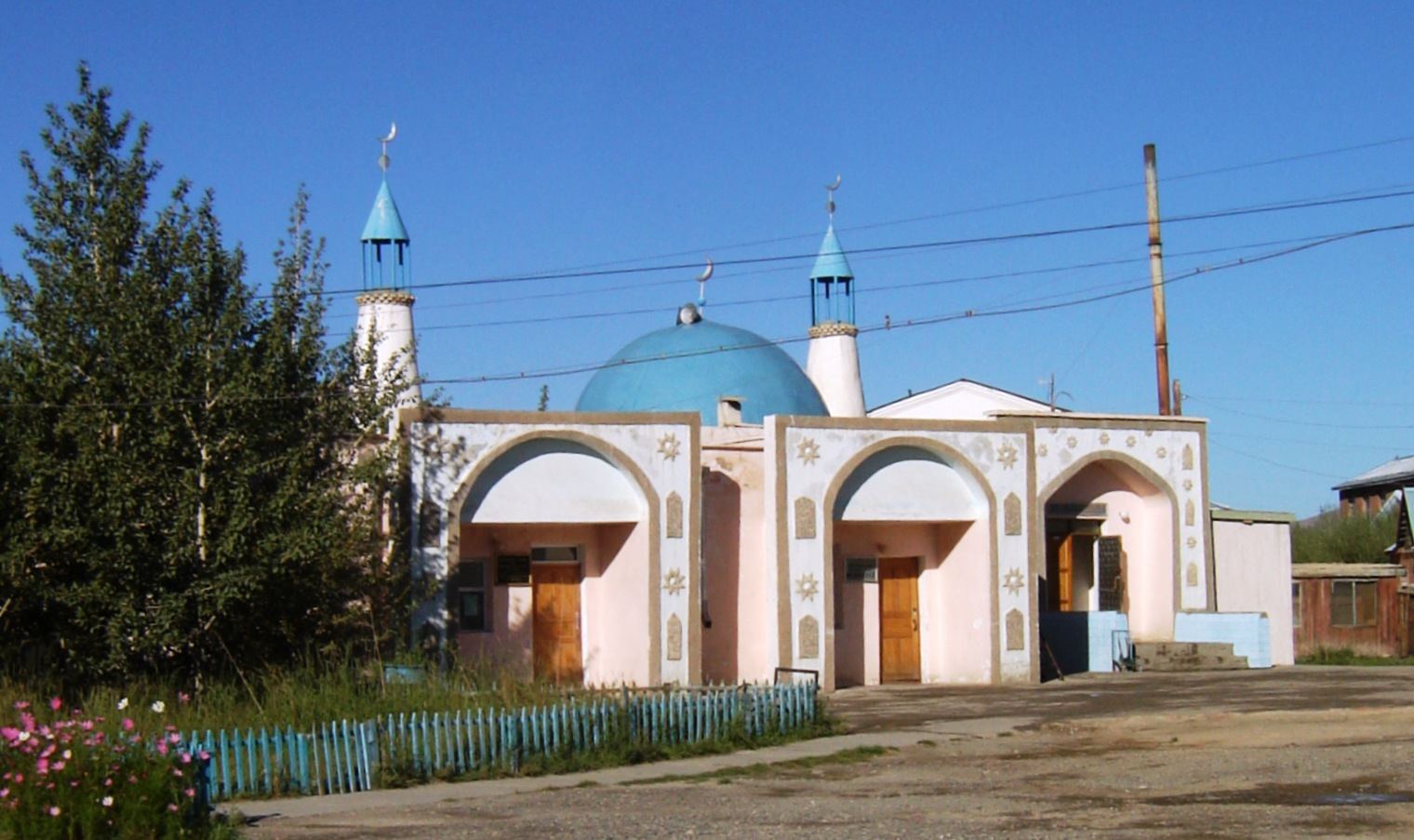
La mosquée d'Ölgiy

Dans la République de Mongolie, l'islam est pratiqué par environ 5 % de la population. Les musulmans sont surtout des Kazakhs ethniques des provinces de Bayan-Ölgii (88,7 % de la population Aimak) et de Hovd (11,5 % de la population Aimak).
En Mongolie-Intérieure, l'islam est pratiqué principalement par les Kazakhs, les Huis venus des provinces voisines du Ningxia et du Gansu, ainsi que les Ouïghours venus du Xinjiang. On y retrouve des mosquées principalement dans les grandes villes telles que Hohhot ou Ordos.

## Histoire

### Débuts de l'islam
La présence de l'islam est attestée en Mongolie depuis 1254, lorsque le franciscain Guillaume de Rubrouck visita la cour du grand khan Mongka à Karakorum : les nombreux marchands et artisans sarrasins présents dans la ville y pratiquent leur culte (tout comme les chrétiens). Il célébra Pâques avec des chrétiens nestoriens, et remarqua douze temples « idolâtres » (sans doute bouddhistes ou taoïstes), deux mosquées et une église. C'est pourquoi les historiens occidentaux datent l'arrivée de l'islam en Mongolie entre 1222 et 1254. L'islam fut remarqué par les Mongols après que Gengis Khan eut conquis l'Afghanistan. Sur le chemin du retour en Mongolie, il visita la ville de Bukhara, en Transoxiane. C'est là qu'il se serait intéressé à l'islam, et en aurait approuvé les principes, excepté le hadj, qu'il jugea inutile.[réf. nécessaire] Il continua néanmoins à adorer la divinité Tengri, comme ses ancêtres.

### Les conversions à l'islam au sein de l'armée mongole

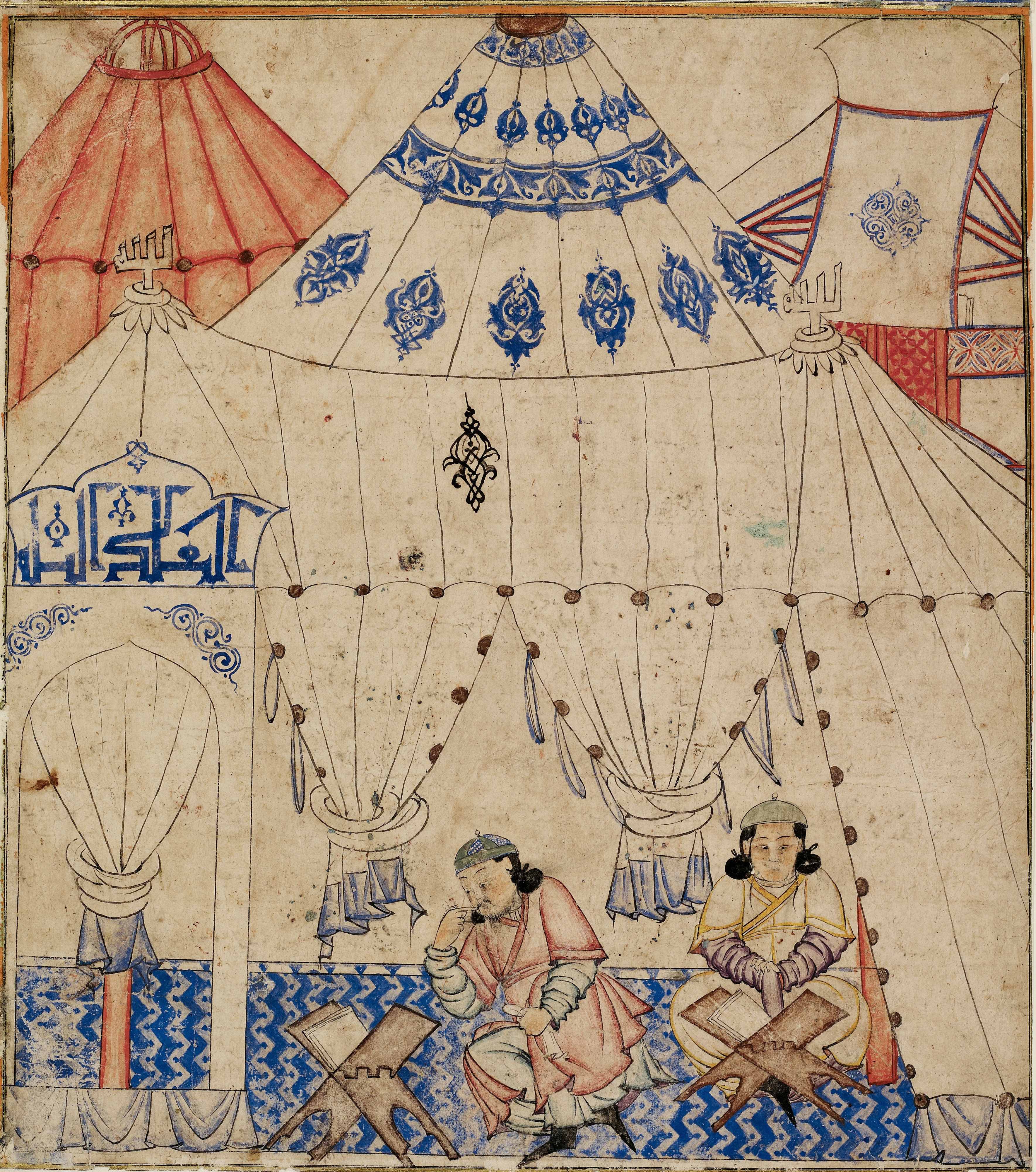
Le prince mongol Ghazan étudiant le Coran

Avec l'influence du derviche Saïf ud-Din, de la région de Khwarezm, c'est le petit-fils de Gengis Khan, Berké, qui se convertit à l'islam. Il devint l'un des premiers souverains mongols à professer l'islam[réf. nécessaire]. D'autres souverains, princes ou généraux mongols doivent leur conversion à l'islam à leur femme. Plus tard, le sultan mamelouk Baybars joua un rôle important pour amener à l'islam de nombreux Mongols de la Horde d'or. Il développa des liens étroits avec les Mongols de la horde d'Or et organisa leur voyage vers l'Égypte. Quand les Mongols de la Horde d'Or arrivèrent en Égypte, beaucoup se convertirent à l'islam[réf. à confirmer]. L'Encyclopædia Britannica fait remonter la première conversion notable à 1295, lorsque l'il-khan de Perse Mahmud Ghazan Khan incite ses sujets à se convertir à leur tour. En 1330, trois des quatre principaux khanats de l'empire Mongol étaient devenus musulmans : la Horde d'Or, à l'Ouest, les Ilkhanides, au Sud-Ouest, et le khanat de Djaghataï, au centre de l'empire.

### Le déclin de l'empire mongol
Le déclin de l'empire commença au XIVe siècle, avec la perte de la Chine, où la dynastie mongole Yuan avait adopté le bouddhisme tibétain comme religion officielle. Elle adopta des peuples musulmans comme les Ouïghours et les Perses. La majorité des Mongols de l'empire Yuan conservaient le chamanisme. Après le déclin de la dynastie Yuan, le chamanisme redevint la religion dominante. Les relations politiques et économiques avec les nations musulmanes de l'Ouest comme le Mogholistan et les Ouïghours persistèrent à des degrés divers. Au XVe siècle, sous le règne d'Altan Khan, les Mongols se convertirent au bouddhisme tibétain. 

### Les Kazakhs de Mongolie
Les musulmans kazakhs s'installèrent dans les régions de Dzoungarie et de l'Altaï depuis la fin du XIXe siècle. La majorité de ces Kazakhs faisaient partie des clans Kerei et Naiman. Ils fuyaient les persécutions de la Russie tsariste. Quand Bogdo Khan prit le pouvoir en Mongolie le 29 décembre 1911, les Kazakhs de la région du Xinjiang et de l'Altaï ont cherché le soutien du khanat mongol restauré. Le gouvernement de Bogdo Khan les accueillit et leur permit de s'établir dans les régions de l'Ouest de la Mongolie de l'époque.

### La population musulmane dans la Mongolie moderne

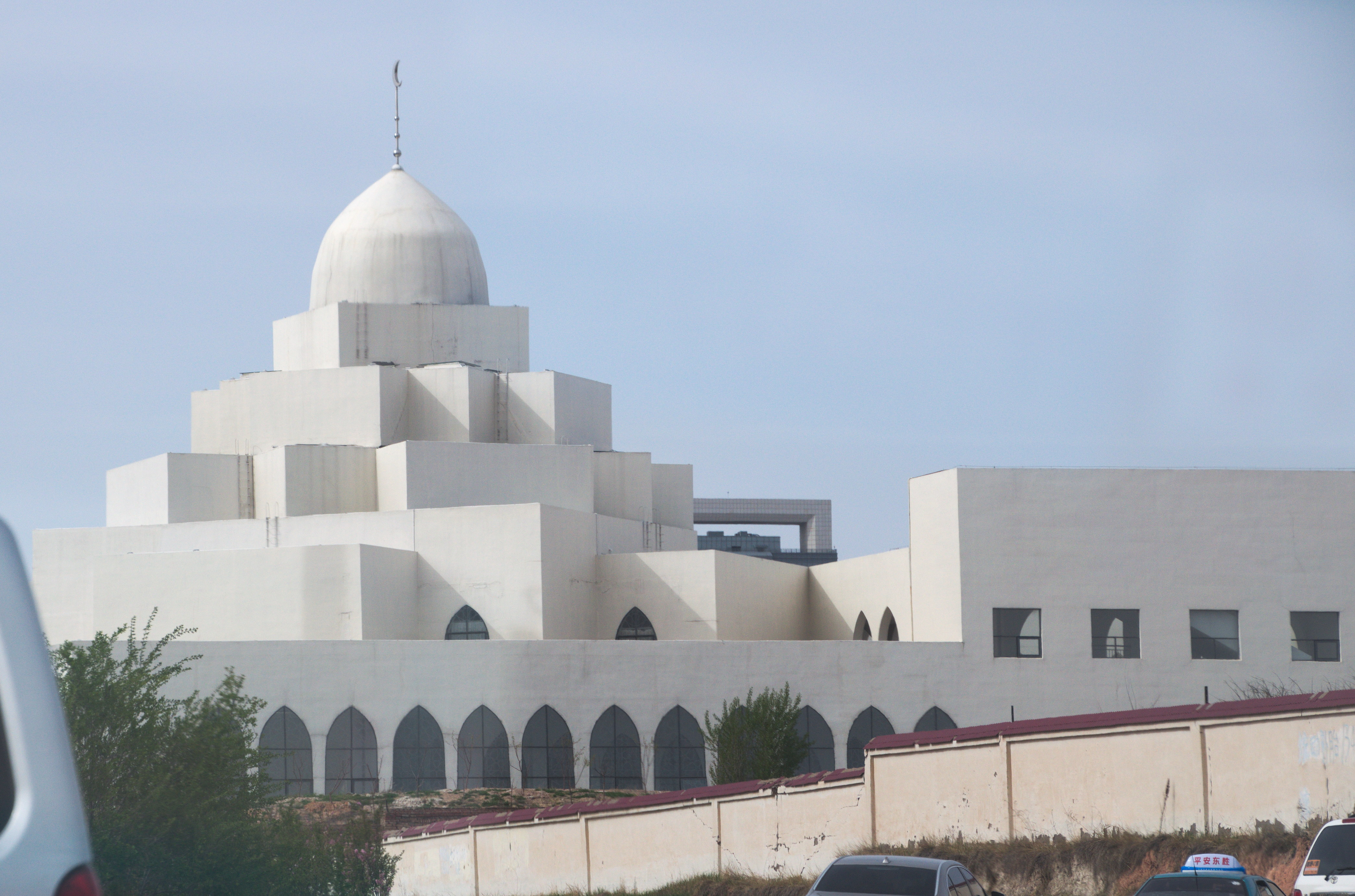
Mosquée d'Ordos

L'une des innovations majeures de la réforme administrative de la République du peuple Mongol de 1940 fut la création de l'aimak Bayan-Ölgiy. En raison d'un taux de naissances historiquement élevé, la population musulmane de Mongolie augmenta beaucoup entre 1956 et 1989. Néanmoins, il y eut un déclin soudain de la population musulmane vers 1990-1993 du fait de la grande vague de retour des Kazakhs ethniques (appelés Oralmans) au Kazakhstan à la suite de l'effondrement de l'Union soviétique. Depuis la chute du communisme en Mongolie en 1990, l'islam est librement pratiqué dans le pays.

## L'islam actuel

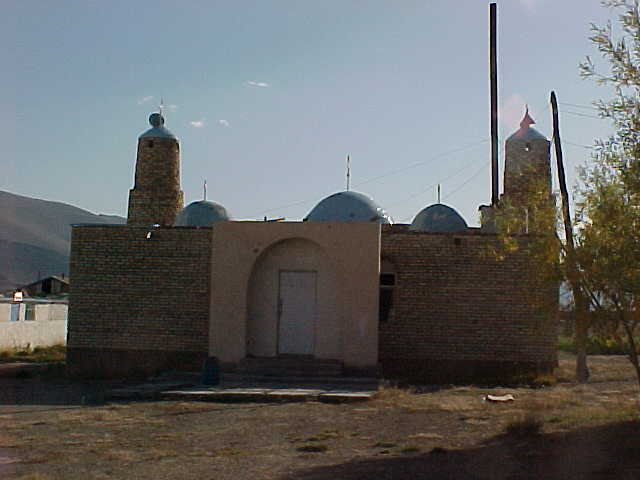
Une mosquée de village dans la province de Bayan-Ölgiy

Aujourd'hui, l'islam est surtout pratiqué dans l'Ouest de la Mongolie, ainsi que dans la capitale Oulan-Bator. On trouve des communautés de musulmans kazakhs dans de nombreuses villes du pays. Parmi les grands centres urbains qui comptent une communauté musulmane importante, on peut citer Oulan-Bator (spécialement le Khoroo n° 4, habité à 90 % par des Kazakhs), Erdenet, Darhan, et Bulgan.

## Musulmans Mongols célèbres
- Berké, petit-fils de Genghis Khan, quatrième khan de la Horde d'or, le premier Mongol à se convertir à l'islam[8]
- Mahmud Ghazan Khan, fondateur de la dynastie Mongole des Houlagides[9]
- Oldjaïtou (Muhammad Khodabandeh), prince mongol de la dynastie des Houlagides, souverain perse, issu de la noblesse nestorienne[10]
- Mubarak Shah, souverain du khanat de Djaghataï[11]
- l'émir Nowruz, aristocrate mongol actif sous la dynastie des Houlagides, converti à l'islam[12]
- Nogaï, arrière petit-fils de Gengis Khan, général Mongol[13]
- Tarmachirin, 17e khan de la dynastie des Djaghataïdes, converti à l'islam du bouddhisme
- Ahmad Teküder, prince Mongol, troisième ilkhan de Perse, ancien chrétien nestorien[14]
- Tuda Mangu, prince Mongol de la Horde d'Or[15]